# Franz Rhédey

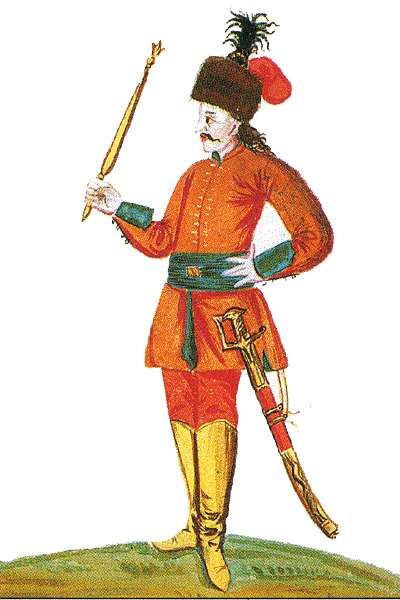
Franz Rhédey

Graf Franz Rhédey ungarisch Ferenc Rhédey (* 1610 in Oradea; † 13. Mai 1667 in Chust) war Fürst von Siebenbürgen.

## Leben
Er stammte aus dem alten ungarischen Adelsgeschlecht Rhédey. Seine Eltern waren Franz (Ferenc) Rhédey (um 1560–1621), Oberfeldherr des Fürsten Stephan Bocskai und Katalin Károlyi de Nagykároly (1588–1635). Der Reichtum und das Ansehen seiner Familie, insbesondere seines Vaters, trugen wesentlich dazu bei, dass ihn die Siebenbürger Stände 1657 zum Fürst von Siebenbürgen wählten. Zuvor diente er ab 1657 als Gouverneur von Siebenbürgern und war Mitglied des Fürstenrates. Am 9. Januar 1658 trat er freiwillig von seinem Amt zurück, da das Parlament erneut für seinen Vorgänger Georg II. Rákóczi stimmte. Rhédey verfügte im Gegensatz zu Rákóczi über keine eigenen Truppen. Nach einem Bürgerkrieg, in dem Rákóczi versuchte die Macht in Siebenbürgen zurückzugewinnen, setzten die Osmanen im Sommer 1658 Achatius Barcsay als regierenden Fürsten von Siebenbürgen ein. Franz Rhédey und sein Sohn Ladislaus erhielten am 13. Juni 1659 in Wien von Kaiser Leopold I. den erblichen deutschen Reichsgrafenstand. Zuletzt diente er einem seiner Nachfolger, Fürst Michael I. Apafi, als Berater. Er starb 1667 auf Schloss Chust. Sein Vermögen erbte ein anderer Familienzweig.

## Familie
Franz Rhédey heiratete Druzsiána Bethlen de Iktár. Aus der Ehe ging der Sohn Ladislaus Rhédey hervor, der bereits 1663 kinderlos starb.    